# Meena Keshwar Kamal
Meena Keshwar Kamal (persa: مینا کشور کمال), generalmente conocida como Meena (27 de febrero de 1956 – 4 de febrero de 1987), fue una feminista y activista de los derechos de la mujer afgana. Fundó la Asociación Revolucionaria de las Mujeres de Afganistán (RAWA) en 1977, un grupo organizado a fin de promover la igualdad y educación para la mujer.
En 1979, protestó abiertamente contra lo que llamaba gobierno títere ruso que controlaba Afganistán y organizó reuniones en escuelas para movilizar apoyos contra ese gobierno. En 1981, lanzó la revista feminista bilingüe Mensaje de las Mujeres (Payame Zan). Además, fundó las Escuelas Watan para ayudar a los niños y madres refugiados, brindando hospitalización y capacitación en habilidades prácticas.
A fines de 1981, a invitación del gobierno francés, Meena representó al movimiento de resistencia afgano en el congreso del Partido Socialista Francés. La delegación soviética, liderada por Boris Ponamaryev, salió del recinto avergonzada al ver la aclamación de los participantes cuando Meena levantó la mano con el símbolo de la victoria.
Meena fue asesinada en Quetta, Pakistán el 4 de febrero de 1987. Los informes varían en cuanto a la identidad de los asesinos, pero se afirma que fueron agentes del JAD, la policía secreta de Afganistán, o el líder muyahidín fundamentalista Gulbuddin Hekmatyar.
Kamal estaba casada con el líder de la Organización para la Liberación Afgana, Faiz Ahmad, asesinado por agentes de Hekmatyar el 12 de noviembre de 1986. Meena tiene tres hijos cuyo paradero se desconoce.
En una edición especial del 13 de noviembre de 2006, la revista Time Magazine incluyó a Meena entre los «60 Héroes Asiáticos» y declaró: «A pesar de haber tenido sólo 30 años al morir, Meena ya había sembrado la semilla de un movimiento por los derechos de la mujer afgana, basado en el poder del conocimiento».
RAWA dice sobre ella: «Meena dio doce años de su corta pero brillante vida para luchar por su tierra y su gente. Tenía la certeza de que, pese a la oscuridad del analfabetismo, la ignorancia del fundamentalismo, la corrupción y la decadencia de traidores impuestos en nuestras mujeres bajo el nombre de libertad e igualdad, finalmente esa mitad de la población despertará y cruzará el camino hacia la libertad, democracia y derechos de la mujer. El enemigo tenía razón al temblar de miedo ante el amor y respeto que Meena creaba en los corazones de nuestro pueblo. Sabían que todos los enemigos de la libertad, la democracia y la mujer se calcinarían en el fuego de su lucha».
RAWA nunca la llama por su segundo o tercer nombre; sólo la llaman Meena, afirmando que, como muchos otros afganos, tenía un solo nombre pero Keshwar Kamal era uno de sus seudónimos como medida de seguridad cuando viajaba al extranjero.
Meena también era poetisa y uno de sus poemas, Nunca volveré, es muy conocido entre feministas.
Fragmento:

Soy la mujer que ha despertado 

He surgido y me he convertido en tempestad a través de las cenizas de mis hijos 

He surgido de los arroyos de sangre de mi hermano 

La ira de mi nación me fortalece 

Mis aldeas arruinadas y quemadas me cargan de odio contra el enemigo 

Ay compatriota, ya no me veas como débil e incapaz,

Mi voz se ha mezclado con miles de mujeres que han despertado 

Aprieto mis puños junto con miles de compatriotas 

Para acabar con el sufrimiento y las cadenas de la esclavitud

Soy la mujer que ha despertado,

Encontré mi camino y nunca volveré.

Meena declaró en una de sus entrevistas:

«Las mujeres afganas son como leonas durmientes, una vez despiertas, pueden desempeñar un papel maravilloso en cualquier revolución social».